# Placca delle Tonga

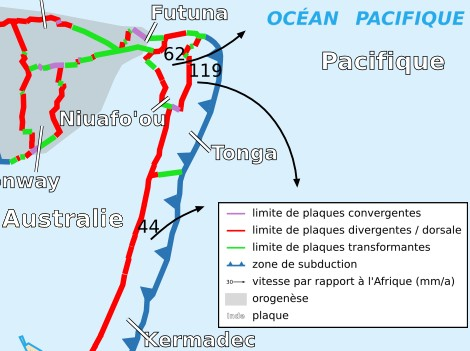
Collocazione della placca delle Tonga

La placca delle Tonga  è una microplacca tettonica della litosfera terrestre. Ha una superficie di 0,00625 steradianti ed è associata alla placca euroasiatica.
Deriva il suo nome dalle isole Tonga.

## Caratteristiche
È situata nella parte occidentale dell'Oceano Pacifico e copre le isole delle Tonga, da cui deriva il nome. 
La placca delle Tonga è in contatto con la placca Niuafo'ou, la placca pacifica, la placca australiana e la placca Kermadec. I suoi margini con le altre placche sono formati dalla fossa di Tonga sulla costa orientale delle Tonga.
La placca si sposta con una velocità di rotazione di 9,3° per milione di anni secondo un polo euleriano situato a 28°81' di latitudine nord e 02°26' di longitudine est.